# Horst Schubert (Journalist)
Horst Schubert (* 1922 in Breslau; † 24. Dezember 2008 in Köln) war ein deutscher Journalist und Autor. Er war von 1960 bis 1985 Leiter der Kölner Lokalredaktion beim Kölner Stadt-Anzeiger. Bekannt war seine tägliche Glosse in dieser Zeitung unter dem Pseudonym „Colonius“, die zwischen 1960 und 2008 fast 11.000 mal erschien.

## Leben
Nach Kindheit und Jugend in Breslau studierte Schubert Volkswirtschaft. Im Zweiten Weltkrieg, zu dem er 1942 als Soldat eingezogen wurde, geriet er in französische Kriegsgefangenschaft. 1948 entlassen, folgte er seiner aus Breslau vertriebenen Mutter nach Köln, wo er zunächst als freier Journalist für mehrere Zeitungen tätig war. Vier Jahre arbeitete er in der Redaktion der NRZ, woraufhin er im Jahr 1956 zum Kölner Stadt-Anzeiger wechselte.  Von 1960 bis 1985 leitete Schubert dort die Lokalredaktion Köln.

### Colonius
Anfang der 1960er Jahre suchte Alfred Neven DuMont eine Nachfolge für die Kolumne des Journalisten Charly Zöller, die dieser unter dem Pseudonym „Carolus“ schrieb. Schubert übernahm diese Tätigkeit als „Colonius“ und veröffentlichte die gleichnamige Glosse über einen Zeitraum von 48 Jahren, auch nach Erreichen der Pensionsgrenze, im Kölner Stadt-Anzeiger. Erkennbar war der meist einspaltig gesetzte „Colonius“ an einer Umrandung, kursiver Schrift und der großen, geschwungenen Unterschrift „Colonius“ am Ende des Textes. Selten waren die Texte bebildert, wenn es einen direkten inhaltlichen Bezug zum abgebildeten Gegenstand gab. In den ersten sieben Jahren verfassten gelegentlich Kollegen Schuberts die Kolumne, wenn dieser in Urlaub war. Die Texte widmeten sich alltäglichen Themen, oft mit lokalem Bezug, wobei Colonius als „sanfter, genauer Beobachter, als Plauderer, Ratgeber, geduldiger Erklärer und Kommentator, nie ganz ernst und nie ohne Hintersinn“ wirkte. Den Namen hinter „Colonius“ offenbarte Schubert erst im Jahr 1981.
Im Jahr 1996 erschien in der Reihe „Gelebtes Köln“ das Buch Colonius - Eine Kölner Stimme, in dem 300 ausgewählte Glossen erneut veröffentlicht wurden.
„Colonius“ beantwortete auch Leserpost und pflegte in diesem Zusammenhang eine umfangreiche Korrespondenz.
Seine letzte Glosse erschien an Heiligabend 2008. Am gleichen Tag starb Horst Schubert 86-jährig in Köln-Porz, seinem langjährigen Wohnort.

## Werke
- Wie Köln eine Stadt im Grünen wurde, Reihe Gelebtes Köln. Presse- und Informationsamt der Stadt Köln, Köln 1992.
- Wie sich der WDR in die Stadt schob, Reihe Gelebtes Köln. Presse- und Informationsamt der Stadt Köln, Köln 1993.
- Colonius - Eine Kölner Stimme. Presse- und Informationsamt der Stadt Köln, Köln 1996.
- Wie die Brücken sich wieder von Köln nach Köln spannten, Reihe Gelebtes Köln. Presse- und Informationsamt der Stadt Köln, Köln 1997.
- Wie Köln eine Millionenstadt wurde, Reihe Gelebtes Köln. Presse- und Informationsamt der Stadt Köln, Köln 1999.